# Tierra de Wilkes
La Tierra de Wilkes (en inglés, Wilkes Land) es una parte de la costa de la Antártida Oriental al sur del océano Índico desde el cabo Hordern (66°15′S 100°31′E / -66.250, 100.517) en las colinas Bunger, límite con la Tierra de la Reina Mary, hasta punta Alden (66°48′S 142°02′E / -66.800, 142.033), límite con la Tierra de Jorge V.
Para Australia, que reclama la Tierra de Wilkes como parte del Territorio Antártico Australiano, el límite este se halla a los 136° Este (inmediaciones de punta Pourquoi Pas), que corresponde al inicio de la reclamación de Francia en la Tierra Adelia. Ambas reclamaciones están sujetas a las restricciones establecidas por el Tratado Antártico. La región se extiende como un sector a unos 2600 km del polo sur, con un área estimada en 2 600 000 km², cubiertos en su mayor parte por glaciares y capas de hielo permanente. 
Se subdivide en las siguientes áreas costeras:
- Costa Knox: entre cabo Hordern a 100°31' E y las islas Hatch a 109°16' E;
- Costa Budd: entre las islas Hatch a 109°16' E y el cabo Waldron a 115°33' E;
- Costa Sabrina: entre el cabo Waldron a 115°33' E y el cabo Southard a 122°05' E;
- Costa Banzare: entre el cabo Southard a 122°05' E y el cabo Morse a 130°10'E;
- Costa Clarie: entre el cabo Morse 130°10'E y la punta Pourquoi Pas a 136°11' E. Australia la denomina costa Wilkes y fija su límite este a los 136° Este;
- Costa Adelia: entre la punta Pourquoi Pas a 136°11' E y punta Alden a 142°02' E. Australia y Francia la denominan Tierra Adelia, la excluyen de la Tierra de Wilkes y fijan sus límites entre 136° E y 142° E, coincidentes con el sector reclamado por Francia.

## Historia
Fue bautizada en honor a Charles Wilkes, explorador estadounidense que comandaba la expedición de su país de 1838–42. El nombre ha sido aplicado a esta extensión en reconocimiento a que Wilkes reconoció la existencia de un margen continental en un tramo de 1500 millas de costa y por lo tanto proporcionó por primera vez de pruebas sustanciales de que la Antártida es un continente. Esta definición de extensión excluye el área al este de los 142°02'E, llamada Tierra de Jorge V, que fue divisada por Wilkes, pero otros exploradores han comprobado que estaba más al sur que las posiciones originalmente asignadas por él.

## Un cráter escondido por el hielo
Bajo su capa de hielo se encuentra un gigantesco cráter llamado cráter de la Tierra de Wilkes causado por un meteorito de unos 50 km de diámetro que impactó hace unos 250 millones de años, evento que habría sido decisivo para la evolución de la vida en el planeta Tierra. En efecto, el enorme cráter de unos 450 km de diámetro es el mayor cráter conocido sobre la Tierra. Como causa del impacto, ocurrido entre los períodos Pérmico y Triásico se estima que se extinguió el 90 por ciento de la vida presente en aquel momento, y podría ser el causante de la fractura que ocasionó el inicio del resquebrajamiento del supercontinente Gondwana.

## Resquebrajamiento
En marzo de 2008, un enorme bloque de hielo de un tamaño siete veces mayor que la isla de Manhattan se desprendió súbitamente del extremo de una plataforma de hielo en la Tierra de Wilkes, y puso en peligro a una sección aún más extensa. De acuerdo a imágenes de satélite se reveló la desintegración de un trozo de 415 km² en el oeste del continente antártico, en un proceso que empezó el 28 de febrero. El Instituto Antártico Británico atribuyó esto al calentamiento global. Las grietas ya presentes en la plataforma comenzaron a llenarse de agua, cortándose y desplomándose. Aunque los témpanos se desprenden naturalmente de la plataforma, desplomes como el registrado en marzo de 2008 son inusuales pero se están dando con más frecuencia en las últimas décadas. El resto de la plataforma de Wilkins se mantiene de manera precaria y los científicos temen que también pueda desprenderse. Otros fenómenos similares ocurrieron en 1995 y 2002.